# Едуард Сабин
Сър Едуард Сабин (Сабайн, Сейбин) (на английски: Edward Sabine) е ирландски астроном, геофизик, орнитолог, изследовател, войник. Член на Британското кралско географско дружество (1818), негов вицепрезидент (1850 – 1861) и 30-и президент (1861 – 1871).

## Произход и младежки години (1788 – 1818)
Роден е на 14 октомври 1788 година в Дъблин, Ирландия, в семейството на Джоузеф Сабин и Сара Хънт. Едва на едномесечна възраст майка му умира. Образова се в Марлоу, Бъкингамшър и в Кралската военна академия. През 1803 г., на 15-годишна възраст, е назначен в Кралската артилерия като 2-ри лейтенант, ставайки десет години по-късно капитан, достигайки през 1870 ранг генерал.
През 1812 участва във Британско-американска война. След кратко време на военна служба в Квебек, Канада, се завръща в Англия.

## Изследователска и научна дейност (1818 – 1838)
През 1818 участва в експедицията на Джон Рос, а през 1819 – 1820 – в експедицията на Уилям Едуард Пари, проведени за търсене на Северозападния проход. По време на експедициите провежда изследвания в областта на магнетизма и земното притегляне на различни географски ширини на базата на учението за махалото. За да продължи тези свои изследвания през 1821 е назначен за ръководител на гравиметрична експедиция (1821 – 1823) на кораба „Грайпер“ с капитан Дъглас Клаверинг. Тя провежда изследвания от крайбрежието на Сиера Леоне (1821) на юг, през източните брегове на Северна Америка (1822) и бреговете на Норвегия (юни 1823) до Шпицберген (юли 1823) и Гренландия (август 1823) на север. На 13 август 1823 на 74°36′ с. ш. 18°56′ з. д. / 74.6° с. ш. 18.933333° з. д. открива остров Сабин (156 км2) покрай източното крайбрежие на Гренландия и провежда на него гравиметрични измервания. Възползвайки се от хубавото време, докато Сабин провежда своите измервания, капитан Клаверинг с лодка за дванадесет дни изследва част от източния бряг на Гренландия и на юг от п-ов Уолластон вторично открива остров Клаверинг (74°18′ с. ш. 21°06′ з. д. / 74.3° с. ш. 21.1° з. д., 1535 км2), а на север – остров Шанън (75°10′ с. ш. 18°20′ з. д. / 75.166667° с. ш. 18.333333° з. д., 1466 км2).
Резултатите от своите изследвания Сабин излага в труда си: „A pendulum expedition etc“ (Лондон, 1825).
В своята „Report on the variations of the magnetic intensity observed at different points of the earth’s surface“ (Лондон, 1838) той се опитва да подкрепи гаусовата теория за земния магнетизъм с графически изображения на своите изследвания. Написва няколко трудове по устройството и обслужването на метеоролого-магнитни станции, които се построят по негови проекти в няколко английски колонии. Тези станции дълги години остават под негово ръководство и наблюдение.

## Следващи години (1838 – 1883)
През целия си живот Едуард Сабин получава многобройни почести и награди за приноса си към науката. През 1849 г. Кралското дружество му връчва един от златните си медали за работата му върху земния магнетизъм. От 1861 е президент на обществото до оставката си десет години по-късно. Член е на Кралската комисия за стандартизиране на тежести и мерки (1868 – 1869) и на Кралското астрономическо дружество. Президент на Британската асоциация за напредък в науката. През 1867 г. е избран за чуждестранен член на Кралската шведска академия на науките и чуждестранен почетен член на Американската академия за изкуства и науки. 
На 7 февруари 1870 е повишен в чин генерал и през 1877 се оттегля от армията.
Умира на 26 май 1883 година в Ист Шийн, квартал на Лондон, на 94-годишна възраст.

## Памет
Неговото име носят:
- връх Сабин (71°55′ ю. ш. 169°30′ и. д. / 71.916667° ю. ш. 169.5° и. д., 3850 м) в Антарктида, Земя Виктория;
- връх Сабин (69°38′ с. ш. 82°18′ з. д. / 69.633333° с. ш. 82.3° з. д.) в най-северната част на п-ов Мелвил, Северна Канада;
- залив Сабин (62°40′ с. ш. 65°19′ з. д. / 62.666667° с. ш. 65.316667° з. д.) на югоизточното крайбрежие на остров Бафинова земя, Канадски арктичен архипелаг;
- залив Сабин (75°40′ с. ш. 109°25′ з. д. / 75.666667° с. ш. 109.416667° з. д.) на северното крайбрежие на остров Мелвил, Канадски арктичен архипелаг;
- Земя Сабин (78°20′ с. ш. 17°18′ и. д. / 78.333333° с. ш. 17.3° и. д.) в централната част на остров Западен Шпицберген в архипелага Шпицберген;
- кратер Сабин на Луната;
- ледник Сабинебреен (80°13′ с. ш. 20°24′ и. д. / 80.216667° с. ш. 20.4° и. д.) в северната част на остров Североизточна земя в архипелага Шпицберген;
- нос Сабин (79°50′ с. ш. 11°32′ и. д. / 79.833333° с. ш. 11.533333° и. д.) на югозападния бряг на остров Индре Норскьоя в архипелага Шпицберген;
- нос Сабин (69°03′ с. ш. 137°43′ з. д. / 69.05° с. ш. 137.716667° з. д.) на северния бряг на Канада, залив Маккензи;
- нос Сабин (78°43′ с. ш. 74°07′ з. д. / 78.716667° с. ш. 74.116667° з. д.) най-източната точка на остров Пим в протока Смит между Гренландия и остров Елсмиър;
- нос Сабин (69°35′ с. ш. 96°10′ з. д. / 69.583333° с. ш. 96.166667° з. д.) на северния бряг на остров Тенент, Канадски арктичен архипелаг;
- остров Сабин (74°36′ с. ш. 18°56′ з. д. / 74.6° с. ш. 18.933333° з. д.) в Гренландско море край източния бряг на Гренландия;
- остров Сабин (67°38′ с. ш. 86°37′ з. д. / 67.633333° с. ш. 86.616667° з. д.) в Канадския арктичен архипелаг, залив Комити;
- о-ви Сабин (75°30′ с. ш. 60°11′ з. д. / 75.5° с. ш. 60.183333° з. д.), в Бафинов залив, залив Мелвил край западния бряг на Гренландия;
- о-ви Сабинеайне (80°16′ с. ш. 21°12′ и. д. / 80.266667° с. ш. 21.2° и. д.) в архипелага Шпицберген;
- полуостров Сабин (76°20′ с. ш. 109°30′ з. д. / 76.333333° с. ш. 109.5° з. д.) в северната част на остров Мелвил, Канадски арктичен архипелаг;
- река Сабин (устие, 75°31′ с. ш. 108°51′ з. д. / 75.516667° с. ш. 108.85° з. д.) на остров Мелвил в Канадския арктичен архипелаг, вливаща се в залива Сабин.